# 兎山女子高校2年1組!!
『兎山女子高校2年1組!!』（うさやまじょしこうこう2ねん1くみ!!）は、清水幸による日本の漫画作品。『週刊少年マガジン』（講談社）にて、2023年20号から2023年48号まで連載。作者の清水にとって初の連載作品である。なんとなく教師になった水戸と、その生徒たちを描いたコメディ。埼玉県の高校を舞台としている。
単行本第1巻は発売された際には、清水が漫画家を目指すきっかけとなり、『マガジン』に持ちこむきっかけとなったほどファンである寺嶋裕二による、本作の応援イラストとコメントが公開されている。

## 登場人物
水戸 耕平（みと こうへい）
本作の主人公。2年1組の担任の教師。教師生活6年目。担当：倫理。誕生日：6月13日(31歳)。身長：179センチメートル。血液型：A型。得意教科：倫理。苦手教科：美術。
緑のチョークが一番好き。
牧田 寿莉（まきた じゅり）
出席番号27
誕生日：7月13日。身長：160センチメートル。血液型：B型。得意教科：倫理。苦手教科：数学。
水戸の車ともツーショットを撮った。

吉川 明音（よしかわ あかね）
誕生日：9月22日。身長：160センチメートル。血液型：B型。得意教科：数学。苦手教科：古典。
赤チャートを読んでいるときに話しかけるとキレる。

斎藤 奈流（さいとう なる）
誕生日：8月12日。身長：159センチメートル。血液型：AB型。得意教科：英語表現。苦手教科：体育。
兄がよくデパ地下のプリンをくれる。

阿部 雅（あべ みやび）
誕生日：4月20日。身長：165センチメートル。血液型：A型。得意教科：現代文。苦手教科：数学。
週末妹とプリキュアを見ている。

松野 優美（まつの ゆみ）
誕生日：2月14日。身長：155センチメートル。血液型：O型。得意教科：地学。苦手教科：現代文。
おやつで毎日米を3合食べていたら家族会議になった。

鈴村 かな穂（すずむら かなほ）
誕生日：12月17日。身長：157センチメートル。血液型：O型。得意教科：体育。苦手教科：日本史。
陸上の県大会では大体上位。

### その他の登場人物
校長
教頭
石上先生
久保先生
花岡先生
亮介
水戸の姉

## 作風
本作は19歳の作者による、連載デビュー作品である。担当編集者によると、19歳での連載開始は「異例の若さ」である。ライターの岡本敦史によると、年齢を添えずとも「十分に達者で垢抜けていて、なんの予備知識がなくても楽しく読ませるマンガ」だが、「描くこと自体に溌溂とした楽しさが溢れているような作風」で描かれている。岡本は本作の魅力は「『現役に最も近い世代の作者が描く、女子高ライフのリアリティ』に迫った作品」である点と評している。女子生徒はみな魅力的な表情で可愛く描かれている。岡本は「やれやれ」というハーレム作品の高飛車な主人公ではなく、水戸は女子生徒と対等な目線で接する点が、本作が「読者に疎まれない魅力になっている」という。
女子高の日常を描く群像劇に和山やまの『女の園の星』があるが、同作と比較すると「ユーモア感覚はもっと素直」で、クセの強さを感じさせないよう爽やかに描かれている。個性ややりとりが愉快に描かれているが、それらを皮肉や愚弄の対象にはしないところは、同作と時代感覚が共通している。

## 書誌情報
- 清水幸 『兎山女子高校2年1組!!』 講談社〈講談社コミックス〉、全3巻
  1. 2023年7月14日発売[2][7]、ISBN 978-4-06-532221-5
  2. 2023年10月17日発売[8]、ISBN 978-4-06-533157-6
  3. 2023年12月15日発売[9]、ISBN 978-4-06-533906-0